# Ștefania Mărăcineanu
Ștefania Mărăcineanu   (Bucarest, 18 de juny de 1882 (Julià) - Bucarest, 15 d'agost de 1944) fou una física romanesa de renom internacional, que va formular teories sobre la radioactivitat, la radioactivitat artificial i el procés de desencadenament artificial de la pluja.

## Biografia
Ștefania Mărăcineanu va néixer a Bucarest, el 18 de juny de 1882 (calendari julià), 30 de juny en el calendari gregorià. Es coneixen molt pocs detalls sobre la seva vida primerenca, excepte que va tenir una infància infeliç, de la qual no volia parlar. Va estudiar a l'escola secundària "Elena Doamna" de Bucarest i després va assistir a la Facultat de Ciències Físiques i Químiques, on es va graduar el 1910. Va treballar durant un temps com a professora a la Școala Centrală din București, una escola pública per a noies.
A partir del 1922, amb l'ajut d'una beca, Ștefania Mărăcineanu va assistir a les classes de radioactivitat impartides per Marie Curie al l'Institut del Radi de París. El 1924 va defensar la seva tesi doctoral titulada Recherches sur la constante du polonium et sur la pénétration des substances radioactives dans les métaux a la Universitat de la Sorbona de París per la qual va rebre la qualificació Très Honorable. Amb una breu interrupció, romangué a París durant sis anys per estudiar l'efecte de la radiació solar sobre les substàncies radioactives. Mentre estudiava la radioactivitat del poloni, Ștefania Mărăcineanu es va adonar que la vida mitjana del poloni sembla dependre del material on s’emmagatzema la mostra de poloni. La seva explicació d'aquest fenomen fou que les partícules alfa emeses pel poloni transformarien el material del substrat en un element radioactiu.
El 1930 va tornar a Romania i va col·laborar amb el professor Dimitrie Bungențianu a la Universitat de Bucarest, o reeixí a crear, amb els seus propis mitjans, el primer laboratori de radioactivitat de Romania. Amb l'ajut dels professors Bungențianu i Nicolae Vasilescu-Karpen, experimentaren amb un mètode per desencadenar pluges artificials dispersant sals radioactives als núvols.
El 1935 es va atorgar el Premi Nobel de Química a Frédéric Joliot-Curie i Irène Joliot-Curie pel descobriment de la radioactivitat artificial. Ștefania Mărăcineanu va expressar la seva consternació pel fet que Irene Joliot-Curie hagués utilitzat una gran part de les seves observacions sobre la radioactivitat artificial, sense esmentar-la. Mărăcineanu va afirmar públicament que havia descobert la radioactivitat artificial durant els seus anys d'investigació a París.
Fou membre corresponent de l'Acadèmia de Ciències de Romania des del 21 de desembre de 1937.
Ștefania Mărăcineanu va emmalaltir de càncer a causa de l'exposició a la radiació, i va morir el 15 d'agost de 1944.

## Hipòtesis controvertides
Ștefania Mărăcineanu va estudiar la connexió entre la radioactivitat i la pluja i, posteriorment, la relació entre terratrèmols i precipitacions. Va llançar altres hipòtesis controvertides, com ara la influència de la llum solar o fins i tot de l'aigua de pluja sobre la radioactivitat. La hipòtesi que la llum solar podria induir la radioactivitat artificial fou, durant molt de temps, debatuda a la comunitat científica de l'època, tant a França com a Alemanya i Anglaterra. Sembla que la disputa va ser força acalorada i va contribuir a l'aïllament de Stefania Mărăcineanu del grup del laboratori Curie.